# Korinthoszi-földszoros
Koordináták: é. sz. 37° 56′ 29″, k. h. 22° 59′ 16″37.941389°N 22.987778°E

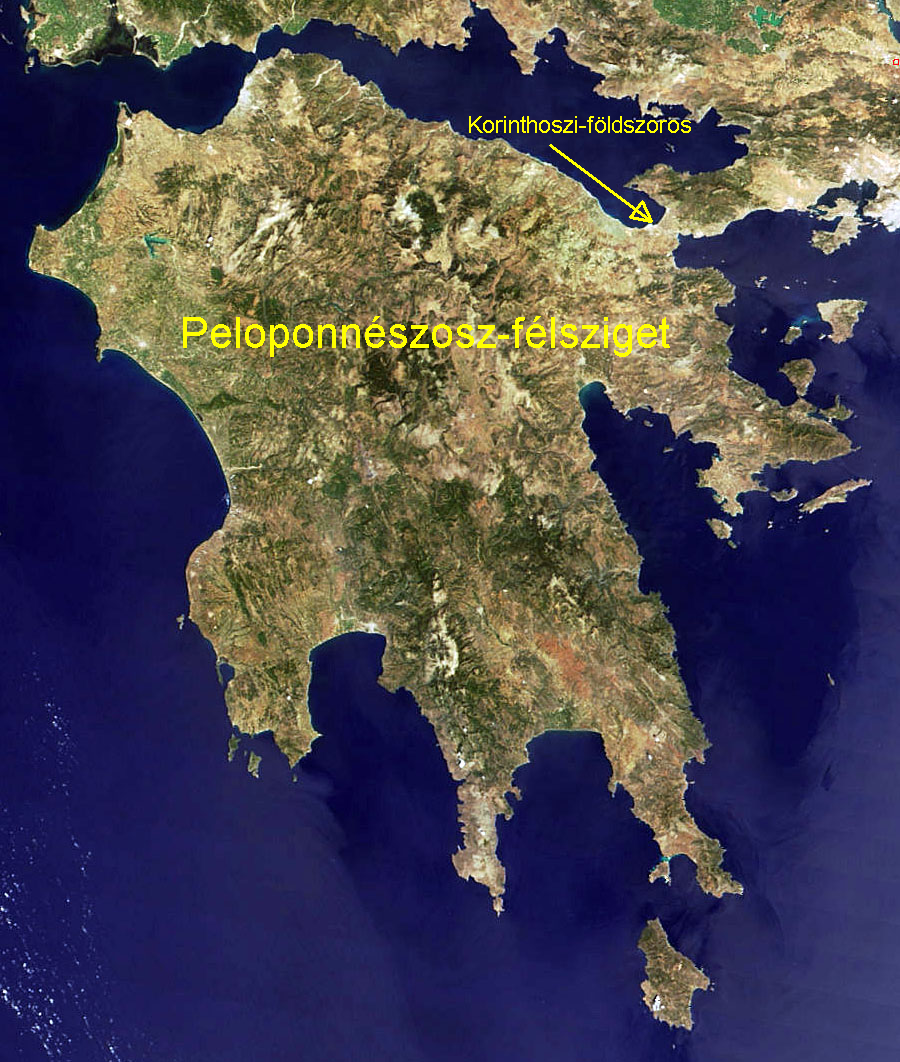
A földszoros elhelyezkedése

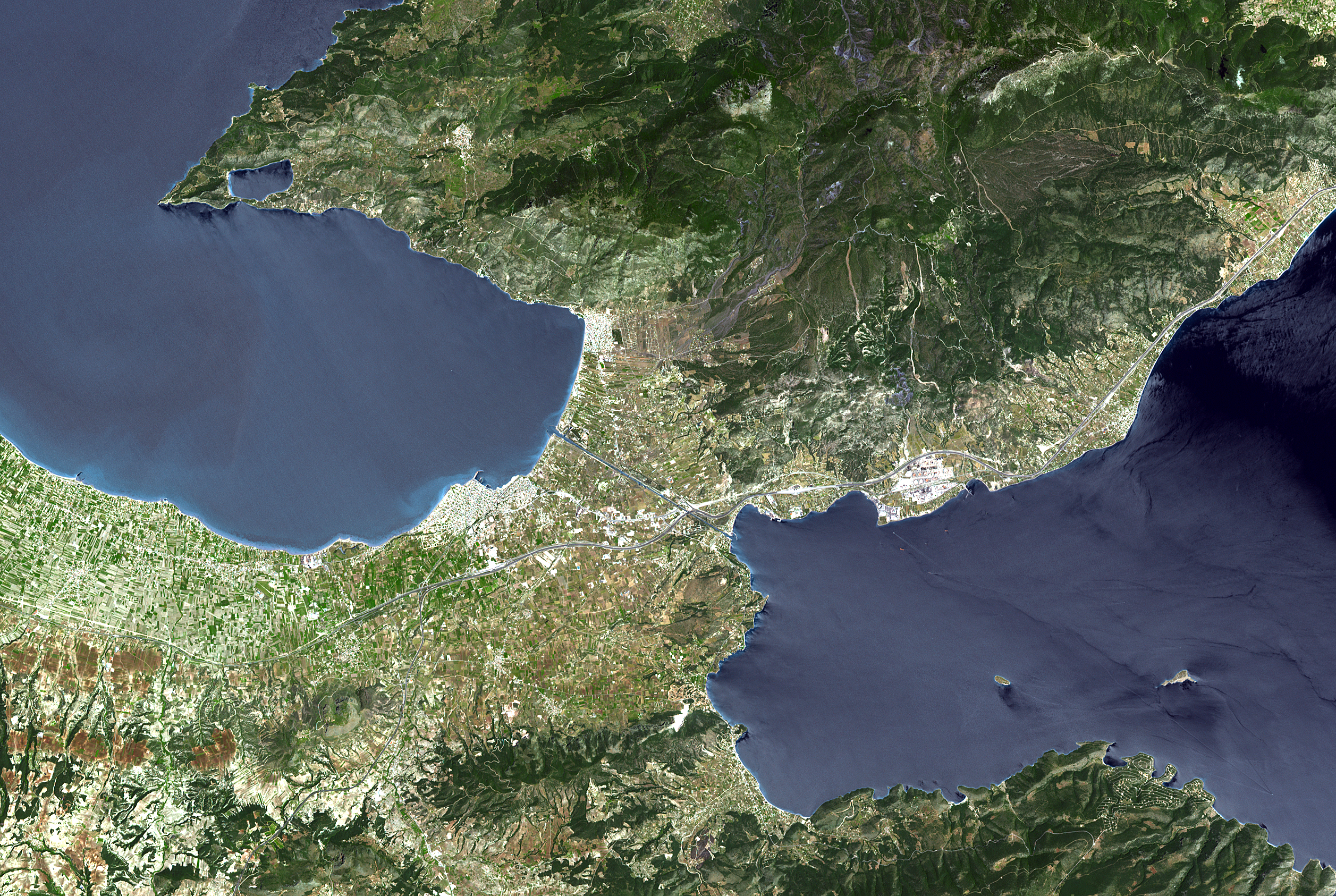
Az Iszthmosz az űrből

A Korinthoszi-földszoros (görögül Ισθμός της Κορίνθου [Iszthmosz tész Korinthou]), avagy a Korinthosz közeli Iszthmia görög város nevéről magyarosítva egyszerűen Iszthmosz egy keskeny földszoros, ami a Peloponnészosz félszigetet köti össze Görögország többi részével. A földszorostól nyugatra a Korinthoszi-öböl, keletre a Szaróni-öböl terül el. A 6 km hosszú Korinthoszi-csatorna elkészítésével azonban 1893-ban a  Peloponnészosz félsziget szigetté vált.
A görög ισθμός [iszthmosz] szó sok nyelvbe (például angol isthmus) köznévként ment át földszoros jelentéssel, de a görög nyelvben is használják általánosított jelentésben.

## A történelemben
A görög–perzsa háborúk idején a szalamiszi csata előtt Spárta javasolta egy fal felépítését Iszthmoszon, ami mögé visszavonulva a görögök hosszabb ideig is kitarthattak volna egy sokkal nagyobb hadsereggel szemben is.

## Fordítás
Ez a szócikk részben vagy egészben  az   Isthmus of Corinth című angol Wikipédia-szócikk fordításán alapul.  Az eredeti cikk szerkesztőit annak laptörténete sorolja fel. Ez a jelzés csupán a megfogalmazás eredetét és a szerzői jogokat jelzi, nem szolgál a cikkben szereplő információk forrásmegjelöléseként.